# Anija
Anija är en by (estniska: küla) i Estland. Den ligger i Anija kommun i landskapet Harjumaa, 30 km öster om huvudstaden Tallinn. Antalet invånare var 117 år 2011.
Anija ligger 51 meter över havet och terrängen runt byn är mycket platt. Runt Anija är det ganska tätbefolkat, med 75 invånare per kvadratkilometer. Närmaste större samhälle är Maardu, 19 km nordväst om Anija. I omgivningarna runt Anija växer i huvudsak blandskog.